# Дикей
Дикей (греч. δικαῖος, от греч. δίκαιος — справедливый) — в настоящее время выборный настоятель монашеской общины в афонских скитах. В общежительных скитах избирается пожизненно. В идиоритмических скитах избирается сроком на 1 год на Собрании старцев, ежегодно проходящем 8 мая. Дикей обладает определённой административной властью, но все важные решения принимаются вместе с советниками, количество которых составляет от 2 до 4 человек, в разных скитах.